# Ridleyandra atropurpurea
Ridleyandra atropurpurea är en tvåhjärtbladig växtart som först beskrevs av Ridley, och fick sitt nu gällande namn av A. Weber. Ridleyandra atropurpurea ingår i släktet Ridleyandra och familjen Gesneriaceae. Inga underarter finns listade i Catalogue of Life.